# Liste des matchs de l'équipe d'Andorre de football par adversaire
Cette liste présente les matchs de l'équipe d'Andorre de football par adversaire depuis son premier match officiel le 13 novembre 1996 contre l'Estonie.
- Haut – A
- B
- C
- D
- E
- F
- G
- H
- I
- J
- K
- L
- M
- N
- O
- P
- Q
- R
- S
- T
- U
- V
- W
- X
- Y
- Z

## A

### Afrique du Sud
|   | Date         | Lieu            | Match                    | Score | Compétition  |
| 1 | 21 mars 2024 | Annaba, Algérie | Andorre - Afrique du Sud | 1 - 1 | Match amical |

Bilan
- Total de matchs disputés : 1
- Victoires de l'équipe d'Andorre : 0
- Victoires de l'équipe d'Afrique du Sud : 0
- Matchs nuls : 1

### Albanie
|   | Date             | Lieu                        | Match             | Score | Compétition                                           |
| 1 | 6 février 2000   | Ħ'Attard, Malte             | Albanie - Andorre | 3 - 0 | Match amical                                          |
| 2 | 17 avril 2002    | Andorre-la-Vieille, Andorre | Andorre - Albanie | 2 - 0 | Match amical                                          |
| 3 | 2 juin 2010      | Tirana, Albanie             | Albanie - Andorre | 1 - 0 | Match amical                                          |
| 4 | 25 mars 2019     | Andorre-la-Vieille, Andorre | Andorre - Albanie | 0 - 3 | Qualifications pour l'Euro 2020 (Groupe H)            |
| 5 | 14 novembre 2019 | Elbasan, Albanie            | Albanie - Andorre | 2 - 2 | Qualifications pour l'Euro 2020 (Groupe H)            |
| 6 | 25 mars 2021     | Andorre-la-Vieille, Andorre | Andorre - Albanie | 0 - 1 | Qualifications pour la Coupe du monde 2022 (Groupe I) |
| 7 | 15 novembre 2021 | Tirana, Albanie             | Albanie - Andorre | 1 - 0 | Qualifications pour la Coupe du monde 2022 (Groupe I) |
| 8 | 24 mars 2025     | Tirana, Albanie             | Albanie - Andorre | 3 - 0 | Qualifications pour la Coupe du monde 2026 (Groupe K) |
| 9 | 13 novembre 2025 | Andorre-la-Vieille, Andorre | Andorre - Albanie | -     | Qualifications pour la Coupe du monde 2026 (Groupe K) |

Bilan
- Total de matchs disputés : 8
- Victoires de l'équipe d'Andorre : 1
- Victoires de l'équipe d'Albanie : 6
- Matchs nuls : 1

### Angleterre
|   | Date             | Lieu                        | Match                | Score | Compétition                                           |
| 1 | 2 septembre 2006 | Manchester, Angleterre      | Angleterre - Andorre | 5 - 0 | Qualifications pour l'Euro 2008 (Groupe E)            |
| 2 | 28 mars 2007     | Barcelone, Espagne          | Andorre - Angleterre | 0 - 3 | Qualifications pour l'Euro 2008 (Groupe E)            |
| 3 | 6 septembre 2008 | Barcelone, Espagne          | Andorre - Angleterre | 0 - 2 | Qualifications pour la Coupe du monde 2010 (Groupe 6) |
| 4 | 10 juin 2009     | Londres, Angleterre         | Angleterre - Andorre | 6 - 0 | Qualifications pour la Coupe du monde 2010 (Groupe 6) |
| 5 | 5 septembre 2021 | Londres, Angleterre         | Angleterre - Andorre | 4 - 0 | Qualifications pour la Coupe du monde 2022 (Groupe I) |
| 6 | 9 octobre 2021   | Andorre-la-Vieille, Andorre | Andorre - Angleterre | 0 - 5 | Qualifications pour la Coupe du monde 2022 (Groupe I) |
| 7 | 7 juin 2025      | Barcelone, Espagne          | Andorre - Angleterre | 0 - 1 | Qualifications pour la Coupe du monde 2026 (Groupe K) |
| 8 | 6 septembre 2025 | Angleterre                  | Angleterre - Andorre | -     | Qualifications pour la Coupe du monde 2026 (Groupe K) |

Bilan
- Total de matchs disputés : 7
- Victoires de l'équipe d'Andorre : 0
- Victoires de l'équipe d'Angleterre : 7
- Matchs nuls : 0

### Arménie
|   | Date             | Lieu                        | Match             | Score | Compétition                                           |
| 1 | 5 septembre 1998 | Erevan, Arménie             | Arménie - Andorre | 3 - 1 | Qualifications pour l'Euro 2000 (Groupe 4)            |
| 2 | 9 octobre 1999   | Andorre-la-Vieille, Andorre | Andorre - Arménie | 0 - 3 | Qualifications pour l'Euro 2000 (Groupe 4)            |
| 3 | 7 juin 2002      | Andorre-la-Vieille, Andorre | Andorre - Arménie | 0 - 2 | Match amical                                          |
| 4 | 26 mars 2005     | Erevan, Arménie             | Arménie - Andorre | 2 - 1 | Qualifications pour la Coupe du monde 2006 (Groupe 1) |
| 5 | 12 octobre 2005  | Andorre-la-Vieille, Andorre | Andorre - Arménie | 0 - 3 | Qualifications pour la Coupe du monde 2006 (Groupe 1) |
| 6 | 7 février 2007   | Andorre-la-Vieille, Andorre | Andorre - Arménie | 0 - 0 | Match amical                                          |
| 7 | 12 octobre 2010  | Erevan, Arménie             | Arménie - Andorre | 4 - 0 | Qualifications pour l'Euro 2012 (Groupe B)            |
| 8 | 2 septembre 2011 | Andorre-la-Vieille, Andorre | Andorre - Arménie | 0 - 3 | Qualifications pour l'Euro 2012 (Groupe B)            |

Bilan
- Total de matchs disputés : 8
- Victoires de l'équipe d'Andorre : 0
- Victoires de l'équipe d'Arménie : 7
- Matchs nuls : 1

### Autriche
|   | Date             | Lieu            | Match              | Score | Compétition  |
| 1 | 16 novembre 2022 | Malaga, Espagne | Andorre - Autriche | 0 - 1 | Match amical |

Bilan
- Total de matchs disputés : 1
- Victoires de l'équipe d'Andorre : 0
- Victoires de l'équipe d'Autriche : 1
- Matchs nuls : 0

### Azerbaïdjan
|   | Date            | Lieu                        | Match                 | Score | Compétition  |
| 1 | 24 juin 1998    | Tallinn, Estonie            | Azerbaïdjan - Andorre | 0 - 0 | Match amical |
| 2 | 10 février 2000 | Ħ'Attard, Malte             | Azerbaïdjan - Andorre | 0 - 0 | Match amical |
| 3 | 4 juin 2008     | Andorre-la-Vieille, Andorre | Andorre - Azerbaïdjan | 1 - 2 | Match amical |
| 4 | 30 mai 2012     | Kelsterbach, Allemagne      | Andorre - Azerbaïdjan | 0 - 0 | Match amical |
| 5 | 26 mai 2016     | Bad Erlach, Autriche        | Azerbaïdjan - Andorre | 0 - 0 | Match amical |

Bilan
- Total de matchs disputés : 5
- Victoires de l'équipe d'Andorre : 0
- Victoires de l'équipe d'Azerbaïdjan : 1
- Matchs nuls : 4

## B

### Belgique
|   | Date            | Lieu                        | Match              | Score | Compétition                                |
| 1 | 12 octobre 2002 | Andorre-la-Vieille, Andorre | Andorre - Belgique | 0 - 1 | Qualifications pour l'Euro 2004 (Groupe 8) |
| 2 | 11 juin 2003    | Gand, Belgique              | Belgique - Andorre | 3 - 0 | Qualifications pour l'Euro 2004 (Groupe 8) |
| 3 | 10 octobre 2014 | Bruxelles, Belgique         | Belgique - Andorre | 6 - 0 | Qualifications pour l'Euro 2016 (Groupe B) |
| 4 | 10 octobre 2015 | Andorre-la-Vieille, Andorre | Andorre - Belgique | 1 - 4 | Qualifications pour l'Euro 2016 (Groupe B) |

Bilan
- Total de matchs disputés : 4
- Victoires de l'équipe d'Andorre : 0
- Victoires de l'équipe de Belgique : 4
- Matchs nuls : 0

### Biélorussie
|   | Date              | Lieu                        | Match                 | Score | Compétition                                           |
| 1 | 26 avril 2000     | Andorre-la-Vieille, Andorre | Andorre - Biélorussie | 2 - 0 | Match amical                                          |
| 2 | 16 août 2006      | Minsk, Biélorussie          | Biélorussie - Andorre | 3 - 0 | Match amical                                          |
| 3 | 10 septembre 2008 | Andorre-la-Vieille, Andorre | Andorre - Biélorussie | 1 - 3 | Qualifications pour la Coupe du monde 2010 (Groupe 6) |
| 4 | 6 juin 2009       | Hrodna, Biélorussie         | Biélorussie - Andorre | 5 - 1 | Qualifications pour la Coupe du monde 2010 (Groupe 6) |
| 5 | 9 septembre 2023  | Andorre-la-Vieille, Andorre | Andorre - Biélorussie | 0 - 0 | Qualifications pour l'Euro 2024 (Groupe I)            |
| 6 | 18 novembre 2023  | Budapest, Hongrie           | Biélorussie - Andorre | 1 - 0 | Qualifications pour l'Euro 2024 (Groupe I)            |

Bilan
- Total de matchs disputés : 6
- Victoires de l'équipe d'Andorre : 1
- Victoires de l'équipe de Biélorussie : 4
- Matchs nuls : 2

### Bolivie
|   | Date         | Lieu            | Match             | Score | Compétition  |
| 1 | 25 mars 2024 | Annaba, Algérie | Bolivie - Andorre | 1 - 0 | Match amical |

Bilan
- Total de matchs disputés : 1
- Victoires de l'équipe d'Andorre : 0
- Victoires de l'équipe de Bolivie : 1
- Matchs nuls : 0

### Bosnie-Herzégovine
|   | Date             | Lieu                        | Match                        | Score | Compétition                                |
| 1 | 28 mars 2015     | Andorre-la-Vieille, Andorre | Andorre - Bosnie-Herzégovine | 0 - 3 | Qualifications pour l'Euro 2016 (Groupe B) |
| 2 | 6 septembre 2015 | Zenica, Bosnie-Herzégovine  | Bosnie-Herzégovine - Andorre | 3 - 0 | Qualifications pour l'Euro 2016 (Groupe B) |

Bilan
- Total de matchs disputés : 2
- Victoires de l'équipe d'Andorre : 0
- Victoires de l'équipe de Bosnie-Herzégovine : 2
- Matchs nuls : 0

### Brésil
|   | Date        | Lieu               | Match            | Score | Compétition  |
| 1 | 3 juin 1998 | Saint-Ouen, France | Andorre - Brésil | 0 - 3 | Match amical |

Bilan
- Total de matchs disputés : 1
- Victoires de l'équipe d'Andorre : 0
- Victoires de l'équipe du Brésil : 1
- Matchs nuls : 0

### Bulgarie
|   | Date              | Lieu                        | Match              | Score | Compétition                                |
| 1 | 16 octobre 2002   | Sofia, Bulgarie             | Bulgarie - Andorre | 2 - 1 | Qualifications pour l'Euro 2004 (Groupe 8) |
| 2 | 10 septembre 2003 | Andorre-la-Vieille, Andorre | Andorre - Bulgarie | 0 - 3 | Qualifications pour l'Euro 2004 (Groupe 8) |

Bilan
- Total de matchs disputés : 2
- Victoires de l'équipe d'Andorre : 0
- Victoires de l'équipe de Bulgarie : 2
- Matchs nuls : 0

## C

### Cap-Vert
|   | Date           | Lieu                        | Match              | Score | Compétition  |
| 1 | 3 juin 2018    | Almada, Portugal            | Cap-Vert - Andorre | 0 - 0 | Match amical |
| 2 | 7 octobre 2020 | Andorre-la-Vieille, Andorre | Andorre - Cap-Vert | 1 - 2 | Match amical |

Bilan
- Total de matchs disputés : 2
- Victoires de l'équipe d'Andorre : 0
- Victoires de l'équipe du Cap-Vert : 1
- Matchs nuls : 1

### Chine
|   | Date          | Lieu              | Match           | Score | Compétition  |
| 1 | 14 avril 2004 | Peralada, Espagne | Andorre - Chine | 0 - 0 | Match amical |

Bilan
- Total de matchs disputés : 1
- Victoires de l'équipe d'Andorre : 0
- Victoires de l'équipe de Chine : 0
- Matchs nuls : 1

### Chypre
|   | Date             | Lieu                        | Match            | Score | Compétition                                           |
| 1 | 2 septembre 2000 | Andorre-la-Vieille, Andorre | Andorre - Chypre | 2 - 3 | Qualifications pour la Coupe du monde 2002 (Groupe 2) |
| 2 | 15 novembre 2000 | Limassol, Chypre            | Chypre - Andorre | 5 - 0 | Qualifications pour la Coupe du monde 2002 (Groupe 2) |
| 3 | 11 août 2010     | Larnaca, Chypre             | Chypre - Andorre | 1 - 0 | Match amical                                          |
| 4 | 16 novembre 2014 | Strovolos, Chypre           | Chypre - Andorre | 5 - 0 | Qualifications pour l'Euro 2016 (Groupe B)            |
| 5 | 12 juin 2015     | Andorre-la-Vieille, Andorre | Andorre - Chypre | 1 - 3 | Qualifications pour l'Euro 2016 (Groupe B)            |

Bilan
- Total de matchs disputés : 5
- Victoires de l'équipe d'Andorre : 0
- Victoires de l'équipe de Chypre : 5
- Matchs nuls : 0

### Croatie
|   | Date              | Lieu                        | Match             | Score | Compétition                                           |
| 1 | 2 avril 2003      | Varaždin, Croatie           | Croatie - Andorre | 2 - 0 | Qualifications pour l'Euro 2004 (Groupe 8)            |
| 2 | 6 septembre 2003  | Andorre-la-Vieille, Andorre | Andorre - Croatie | 0 - 3 | Qualifications pour l'Euro 2004 (Groupe 8)            |
| 3 | 7 octobre 2006    | Zagreb, Croatie             | Croatie - Andorre | 7 - 0 | Qualifications pour l'Euro 2008 (Groupe E)            |
| 4 | 12 septembre 2007 | Andorre-la-Vieille, Andorre | Andorre - Croatie | 0 - 6 | Qualifications pour l'Euro 2008 (Groupe E)            |
| 5 | 15 octobre 2008   | Zagreb, Croatie             | Croatie - Andorre | 4 - 0 | Qualifications pour la Coupe du monde 2010 (Groupe 6) |
| 6 | 1er avril 2009    | Andorre-la-Vieille, Andorre | Andorre - Croatie | 0 - 2 | Qualifications pour la Coupe du monde 2010 (Groupe 6) |

Bilan
- Total de matchs disputés : 6
- Victoires de l'équipe d'Andorre : 0
- Victoires de l'équipe de Croatie : 6
- Matchs nuls : 0

## E

### Émirats arabes unis
|   | Date         | Lieu             | Match                         | Score | Compétition  |
| 1 | 18 août 2018 | Grödig, Autriche | Émirats arabes unis - Andorre | 0 - 0 | Match amical |

Bilan
- Total de matchs disputés : 1
- Victoires de l'équipe d'Andorre : 0
- Victoires de l'équipe des Émirats arabes unis : 0
- Matchs nuls : 1

### Espagne
|   | Date        | Lieu             | Match             | Score | Compétition  |
| 1 | 5 juin 2004 | Getafe, Espagne  | Espagne - Andorre | 4 - 0 | Match amical |
| 2 | 5 juin 2024 | Badajoz, Espagne | Espagne - Andorre | 5 - 0 | Match amical |

Bilan
- Total de matchs disputés : 2
- Victoires de l'équipe d'Andorre : 0
- Victoires de l'équipe d'Espagne : 2
- Matchs nuls : 0

### Estonie
|    | Date             | Lieu                        | Match             | Score | Compétition                                           |
| 1  | 13 novembre 1996 | Andorre-la-Vieille, Andorre | Andorre - Estonie | 1 - 6 | Match amical                                          |
| 2  | 22 juin 1997     | Kuressaare, Estonie         | Estonie - Andorre | 4 - 1 | Match amical                                          |
| 3  | 22 juin 1998     | Kuressaare, Estonie         | Estonie - Andorre | 2 - 1 | Match amical                                          |
| 4  | 16 août 2000     | Tallinn, Estonie            | Estonie - Andorre | 1 - 0 | Qualifications pour la Coupe du monde 2002 (Groupe 2) |
| 5  | 7 octobre 2000   | Andorre-la-Vieille, Andorre | Andorre - Estonie | 1 - 2 | Qualifications pour la Coupe du monde 2002 (Groupe 2) |
| 6  | 30 avril 2003    | Andorre-la-Vieille, Andorre | Andorre - Estonie | 0 - 2 | Qualifications pour l'Euro 2004 (Groupe 8)            |
| 7  | 7 juin 2003      | Tallinn, Estonie            | Estonie - Andorre | 2 - 0 | Qualifications pour l'Euro 2004 (Groupe 8)            |
| 8  | 22 août 2007     | Tallinn, Estonie            | Estonie - Andorre | 2 - 1 | Qualifications pour l'Euro 2008 (Groupe E)            |
| 9  | 17 novembre 2007 | Andorre-la-Vieille, Andorre | Andorre - Estonie | 0 - 2 | Qualifications pour l'Euro 2008 (Groupe E)            |
| 10 | 16 octobre 2012  | Andorre-la-Vieille, Andorre | Andorre - Estonie | 0 - 1 | Qualifications pour la Coupe du monde 2014 (Groupe D) |
| 11 | 26 mars 2013     | Tallinn, Estonie            | Estonie - Andorre | 2 - 0 | Qualifications pour la Coupe du monde 2014 (Groupe D) |
| 12 | 1er juin 2016    | Tallinn, Estonie            | Estonie - Andorre | 2 - 0 | Match amical                                          |

Bilan
- Total de matchs disputés : 12
- Victoires de l'équipe d'Andorre : 0
- Victoires de l'équipe d'Estonie : 12
- Matchs nuls : 0

## F

### Finlande
|   | Date             | Lieu                        | Match              | Score | Compétition                                           |
| 1 | 4 septembre 2004 | Tampere, Finlande           | Finlande - Andorre | 3 - 0 | Qualifications pour la Coupe du monde 2006 (Groupe 1) |
| 2 | 3 septembre 2005 | Andorre-la-Vieille, Andorre | Andorre - Finlande | 0 - 0 | Qualifications pour la Coupe du monde 2006 (Groupe 1) |

Bilan
- Total de matchs disputés : 2
- Victoires de l'équipe d'Andorre : 0
- Victoires de l'équipe de Finlande : 1
- Matchs nuls : 1

### France
|   | Date              | Lieu                        | Match            | Score | Compétition                                |
| 1 | 14 octobre 1998   | Saint-Denis, France         | France - Andorre | 2 - 0 | Qualifications pour l'Euro 2000 (Groupe 4) |
| 2 | 9 juin 1999       | Barcelone, Espagne          | Andorre - France | 0 - 1 | Qualifications pour l'Euro 2000 (Groupe 4) |
| 3 | 28 mai 2004       | Montpellier, France         | France - Andorre | 4 - 0 | Match amical                               |
| 4 | 11 juin 2019      | Andorre-la-Vieille, Andorre | Andorre - France | 0 - 4 | Qualifications pour l'Euro 2020 (Groupe H) |
| 5 | 10 septembre 2019 | Saint-Denis, France         | France - Andorre | 3 - 0 | Qualifications pour l'Euro 2020 (Groupe H) |

Bilan
- Total de matchs disputés : 5
- Victoires de l'équipe d'Andorre : 0
- Victoires de l'équipe de France : 5
- Matchs nuls : 0

## G

### Gabon
|   | Date         | Lieu                        | Match           | Score | Compétition  |
| 1 | 13 juin 2003 | Andorre-la-Vieille, Andorre | Andorre - Gabon | 0 - 2 | Match amical |

Bilan
- Total de matchs disputés : 1
- Victoires de l'équipe d'Andorre : 0
- Victoires de l'équipe du Gabon : 1
- Matchs nuls : 0

### Géorgie
|   | Date             | Lieu                        | Match             | Score | Compétition                           |
| 1 | 13 octobre 2018  | Tbilissi, Géorgie           | Géorgie - Andorre | 3 - 0 | Ligue des nations 2018-2019 (Ligue D) |
| 2 | 15 novembre 2018 | Andorre-la-Vieille, Andorre | Andorre - Géorgie | 1 - 1 | Ligue des nations 2018-2019 (Ligue D) |

Bilan
- Total de matchs disputés : 2
- Victoires de l'équipe d'Andorre : 0
- Victoires de l'équipe de Géorgie : 1
- Matchs nuls : 1

### Gibraltar
|   | Date             | Lieu                        | Match               | Score | Compétition  |
| 1 | 7 juin 2021      | Andorre-la-Vieille, Andorre | Andorre - Gibraltar | 0 - 0 | Match amical |
| 2 | 19 novembre 2022 | Gibraltar, Gibraltar        | Gibraltar - Andorre | 1 - 0 | Match amical |
| 3 | 4 septembre 2024 | Gibraltar, Gibraltar        | Gibraltar - Andorre | 1 - 0 | Match amical |

Bilan
- Total de matchs disputés : 3
- Victoires de l'équipe d'Andorre : 0
- Victoires de l'équipe de Gibraltar : 2
- Matchs nuls : 1

### Grenade
|   | Date         | Lieu                        | Match             | Score | Compétition  |
| 1 | 28 mars 2022 | Andorre-la-Vieille, Andorre | Andorre - Grenade | 1 - 0 | Match amical |

Bilan
- Total de matchs disputés : 1
- Victoires de l'équipe d'Andorre : 1
- Victoires de l'équipe de Grenade : 0
- Matchs nuls : 0

### Guinée équatoriale
|   | Date        | Lieu                        | Match                        | Score | Compétition  |
| 1 | 6 juin 2015 | Andorre-la-Vieille, Andorre | Andorre - Guinée équatoriale | 0 - 1 | Match amical |

Bilan
- Total de matchs disputés : 1
- Victoires de l'équipe d'Andorre : 0
- Victoires de l'équipe de Guinée équatoriale : 1
- Matchs nuls : 0

## H

### Hongrie
|   | Date             | Lieu                        | Match             | Score | Compétition                                           |
| 1 | 7 septembre 2012 | Andorre-la-Vieille, Andorre | Andorre - Hongrie | 0 - 5 | Qualifications pour la Coupe du monde 2014 (Groupe D) |
| 2 | 15 octobre 2013  | Budapest, Hongrie           | Hongrie - Andorre | 2 - 0 | Qualifications pour la Coupe du monde 2014 (Groupe D) |
| 3 | 13 novembre 2016 | Budapest, Hongrie           | Hongrie - Andorre | 4 - 0 | Qualifications pour la Coupe du monde 2018 (Groupe B) |
| 4 | 9 juin 2017      | Andorre-la-Vieille, Andorre | Andorre - Hongrie | 1 - 0 | Qualifications pour la Coupe du monde 2018 (Groupe B) |
| 5 | 31 mars 2021     | Andorre-la-Vieille, Andorre | Andorre - Hongrie | 1 - 4 | Qualifications pour la Coupe du monde 2022 (Groupe I) |
| 6 | 8 septembre 2021 | Budapest, Hongrie           | Hongrie - Andorre | 2 - 1 | Qualifications pour la Coupe du monde 2022 (Groupe I) |

Bilan
- Total de matchs disputés : 6
- Victoires de l'équipe d'Andorre : 1
- Victoires de l'équipe de Hongrie : 5
- Matchs nuls : 0

## I

### Îles Féroé
|   | Date             | Lieu                        | Match                | Score | Compétition                                           |
| 1 | 3 mars 1999      | San Fernando, Espagne       | Andorre - Îles Féroé | 0 - 0 | Match amical                                          |
| 2 | 25 mars 2017     | Andorre-la-Vieille, Andorre | Andorre - Îles Féroé | 0 - 0 | Qualifications pour la Coupe du monde 2018 (Groupe B) |
| 3 | 3 septembre 2017 | Torshavn, Îles Féroé        | Îles Féroé - Andorre | 1 - 0 | Qualifications pour la Coupe du monde 2018 (Groupe B) |
| 4 | 6 septembre 2020 | Andorre-la-Vieille, Andorre | Andorre - Îles Féroé | 0 - 1 | Ligue des nations 2020-2021 (Ligue D)                 |
| 5 | 12 octobre 2020  | Torshavn, Îles Féroé        | Îles Féroé - Andorre | 2 - 0 | Ligue des nations 2020-2021 (Ligue D)                 |

Bilan
- Total de matchs disputés : 5
- Victoires de l'équipe d'Andorre : 0
- Victoires de l'équipe des îles Féroé : 2
- Matchs nuls : 3

### Indonésie
|   | Date         | Lieu            | Match               | Score | Compétition  |
| 1 | 26 mars 2014 | Alzira, Espagne | Indonésie - Andorre | 1 - 0 | Match amical |

Bilan
- Total de matchs disputés : 1
- Victoires de l'équipe d'Andorre : 0
- Victoires de l'équipe d'Indonésie : 1
- Matchs nuls : 0

### Irlande
|   | Date             | Lieu                        | Match             | Score | Compétition                                           |
| 1 | 28 mars 2001     | Barcelone, Espagne          | Andorre - Irlande | 0 - 3 | Qualifications pour la Coupe du monde 2002 (Groupe 2) |
| 2 | 25 avril 2001    | Dublin, Irlande             | Irlande - Andorre | 3 - 1 | Qualifications pour la Coupe du monde 2002 (Groupe 2) |
| 3 | 7 septembre 2010 | Dublin, Irlande             | Irlande - Andorre | 3 - 1 | Qualifications pour l'Euro 2012 (Groupe B)            |
| 4 | 7 octobre 2011   | Andorre-la-Vieille, Andorre | Andorre - Irlande | 0 - 2 | Qualifications pour l'Euro 2012 (Groupe B)            |
| 5 | 3 juin 2021      | Andorre-la-Vieille, Andorre | Andorre - Irlande | 1 - 4 | Match amical                                          |

Bilan
- Total de matchs disputés : 5
- Victoires de l'équipe d'Andorre : 0
- Victoires de l'équipe d'Irlande : 5
- Matchs nuls : 0

### Irlande du Nord
|   | Date         | Lieu            | Match                     | Score | Compétition  |
| 1 | 11 juin 2024 | Murcie, Espagne | Irlande du Nord - Andorre | 2 - 0 | Match amical |

Bilan
- Total de matchs disputés : 1
- Victoires de l'équipe d'Andorre : 0
- Victoires de l'équipe d'Irlande du Nord : 1
- Matchs nuls : 0

### Islande
|   | Date             | Lieu                        | Match             | Score | Compétition                                |
| 1 | 27 mars 1999     | Andorre-la-Vieille, Andorre | Andorre - Islande | 0 - 2 | Qualifications pour l'Euro 2000 (Groupe 4) |
| 2 | 4 septembre 1999 | Reykjavik, Islande          | Islande - Andorre | 3 - 0 | Qualifications pour l'Euro 2000 (Groupe 4) |
| 3 | 21 août 2002     | Reykjavik, Islande          | Islande - Andorre | 3 - 0 | Match amical                               |
| 4 | 29 mai 2010      | Reykjavik, Islande          | Islande - Andorre | 4 - 0 | Match amical                               |
| 5 | 14 novembre 2012 | Andorre-la-Vieille, Andorre | Andorre - Islande | 0 - 2 | Match amical                               |
| 6 | 22 mars 2019     | Andorre-la-Vieille, Andorre | Andorre - Islande | 0 - 2 | Qualifications pour l'Euro 2020 (Groupe H) |
| 7 | 14 octobre 2019  | Reykjavik, Islande          | Islande - Andorre | 2 - 0 | Qualifications pour l'Euro 2020 (Groupe H) |

Bilan
- Total de matchs disputés : 7
- Victoires de l'équipe d'Andorre : 0
- Victoires de l'équipe d'Islande : 7
- Matchs nuls : 0

### Israël
|   | Date             | Lieu                        | Match            | Score | Compétition                                |
| 1 | 6 septembre 2006 | Nimègue, Pays-Bas           | Israël - Andorre | 4 - 1 | Qualifications pour l'Euro 2008 (Groupe E) |
| 2 | 6 juin 2007      | Andorre-la-Vieille, Andorre | Andorre - Israël | 0 - 2 | Qualifications pour l'Euro 2008 (Groupe E) |
| 3 | 13 octobre 2014  | Andorre-la-Vieille, Andorre | Andorre - Israël | 1 - 4 | Qualifications pour l'Euro 2016 (Groupe B) |
| 4 | 3 septembre 2015 | Haïfa, Israël               | Israël - Andorre | 4 - 0 | Qualifications pour l'Euro 2016 (Groupe B) |
| 5 | 19 juin 2023     | Jérusalem, Israël           | Israël - Andorre | 2 - 1 | Qualifications pour l'Euro 2024 (Groupe I) |
| 6 | 21 novembre 2023 | Andorre-la-Vieille, Andorre | Andorre - Israël | 0 - 2 | Qualifications pour l'Euro 2024 (Groupe I) |

Bilan
- Total de matchs disputés : 6
- Victoires de l'équipe d'Andorre : 0
- Victoires de l'équipe d'Israël : 6
- Matchs nuls : 0

## K

### Kazakhstan
|   | Date              | Lieu                        | Match                | Score | Compétition                                           |
| 1 | 20 août 2008      | Almaty, Kazakhstan          | Kazakhstan - Andorre | 3 - 0 | Qualifications pour la Coupe du monde 2010 (Groupe 6) |
| 2 | 9 septembre 2009  | Andorre-la-Vieille, Andorre | Andorre - Kazakhstan | 1 - 3 | Qualifications pour la Coupe du monde 2010 (Groupe 6) |
| 3 | 10 septembre 2018 | Andorre-la-Vieille, Andorre | Andorre - Kazakhstan | 1 - 1 | Ligue des nations 2018-2019 (Ligue D)                 |
| 4 | 16 octobre 2018   | Noursoultan, Kazakhstan     | Kazakhstan - Andorre | 4 - 0 | Ligue des nations 2018-2019 (Ligue D)                 |

Bilan
- Total de matchs disputés : 4
- Victoires de l'équipe d'Andorre : 0
- Victoires de l'équipe du Kazakhstan : 3
- Matchs nuls : 1

### Kosovo
|   | Date            | Lieu                        | Match            | Score | Compétition                                |
| 1 | 28 mars 2023    | Pristina, Kosovo            | Kosovo - Andorre | 1 - 1 | Qualifications pour l'Euro 2024 (Groupe I) |
| 2 | 12 octobre 2023 | Andorre-la-Vieille, Andorre | Andorre - Kosovo | 0 - 3 | Qualifications pour l'Euro 2024 (Groupe I) |

Bilan
- Total de matchs disputés : 2
- Victoires de l'équipe d'Andorre : 0
- Victoires de l'équipe du Kosovo : 1
- Matchs nuls : 1

## L

### Lettonie
|    | Date              | Lieu                        | Match              | Score | Compétition                                           |
| 1  | 25 juin 1997      | Riga, Lettonie              | Lettonie - Andorre | 4 - 1 | Match amical                                          |
| 2  | 26 juin 1998      | Pärnu, Estonie              | Lettonie - Andorre | 2 - 0 | Match amical                                          |
| 3  | 26 mars 2008      | Andorre-la-Vieille, Andorre | Andorre - Lettonie | 0 - 3 | Match amical                                          |
| 4  | 6 septembre 2016  | Andorre-la-Vieille, Andorre | Andorre - Lettonie | 0 - 1 | Qualifications pour la Coupe du monde 2018 (Groupe B) |
| 5  | 10 octobre 2017   | Riga, Lettonie              | Lettonie - Andorre | 4 - 0 | Qualifications pour la Coupe du monde 2018 (Groupe B) |
| 6  | 6 septembre 2018  | Riga, Lettonie              | Lettonie - Andorre | 0 - 0 | Ligue des nations 2018-2019 (Ligue D)                 |
| 7  | 19 novembre 2018  | Andorre-la-Vieille, Andorre | Andorre - Lettonie | 0 - 0 | Ligue des nations 2018-2019 (Ligue D)                 |
| 8  | 3 septembre 2020  | Riga, Lettonie              | Lettonie - Andorre | 0 - 0 | Ligue des nations 2020-2021 (Ligue D)                 |
| 9  | 17 novembre 2020  | Andorre-la-Vieille, Andorre | Andorre - Lettonie | 0 - 5 | Ligue des nations 2020-2021 (Ligue D)                 |
| 10 | 3 juin 2022       | Riga, Lettonie              | Lettonie - Andorre | 3 - 0 | Ligue des nations 2022-2023 (Ligue D)                 |
| 11 | 25 septembre 2022 | Andorre-la-Vieille, Andorre | Andorre - Lettonie | 1 - 1 | Ligue des nations 2022-2023 (Ligue D)                 |
| 12 | 21 mars 2025      | Andorre-la-Vieille, Andorre | Andorre - Lettonie | 0 - 1 | Qualifications pour la Coupe du monde 2026 (Groupe K) |
| 13 | 11 octobre 2025   | Riga, Lettonie              | Lettonie - Andorre | -     | Qualifications pour la Coupe du monde 2026 (Groupe K) |

Bilan
- Total de matchs disputés : 12
- Victoires de l'équipe d'Andorre : 0
- Victoires de l'équipe de Lettonie : 8
- Matchs nuls : 4

### Liechtenstein
|   | Date              | Lieu                         | Match                   | Score | Compétition                           |
| 1 | 14 août 2012      | Vaduz, Liechtenstein         | Liechtenstein - Andorre | 1 - 0 | Match amical                          |
| 2 | 21 mars 2018      | La Línea Concepción, Espagne | Andorre - Liechtenstein | 1 - 0 | Match amical                          |
| 3 | 10 juin 2022      | Andorre-la-Vieille, Andorre  | Andorre - Liechtenstein | 2 - 1 | Ligue des nations 2022-2023 (Ligue D) |
| 4 | 22 septembre 2022 | Vaduz, Liechtenstein         | Liechtenstein - Andorre | 0 - 2 | Ligue des nations 2022-2023 (Ligue D) |

Bilan
- Total de matchs disputés : 4
- Victoires de l'équipe d'Andorre : 3
- Victoires de l'équipe du Liechtenstein : 1
- Matchs nuls : 0

### Lituanie
|   | Date            | Lieu                 | Match              | Score | Compétition  |
| 1 | 29 juin 1998    | Karksi-Nuia, Estonie | Andorre - Lituanie | 0 - 4 | Match amical |
| 2 | 11 février 2009 | Albufeira, Portugal  | Andorre - Lituanie | 1 - 3 | Match amical |

Bilan
- Total de matchs disputés : 2
- Victoires de l'équipe d'Andorre : 0
- Victoires de l'équipe de Lituanie : 2
- Matchs nuls : 0

## M

### Macédoine du Nord
|   | Date             | Lieu                        | Match               | Score | Compétition                                           |
| 1 | 13 octobre 2004  | Andorre-la-Vieille, Andorre | Andorre - Macédoine | 1 - 0 | Qualifications pour la Coupe du monde 2006 (Groupe 1) |
| 2 | 9 février 2005   | Skopje, Macédoine du Nord   | Macédoine - Andorre | 0 - 0 | Qualifications pour la Coupe du monde 2006 (Groupe 1) |
| 3 | 11 octobre 2006  | Andorre-la-Vieille, Andorre | Andorre - Macédoine | 0 - 3 | Qualifications pour l'Euro 2008 (Groupe E)            |
| 4 | 17 octobre 2007  | Skopje, Macédoine du Nord   | Macédoine - Andorre | 3 - 0 | Qualifications pour l'Euro 2008 (Groupe E)            |
| 5 | 8 octobre 2010   | Andorre-la-Vieille, Andorre | Andorre - Macédoine | 0 - 2 | Qualifications pour l'Euro 2012 (Groupe B)            |
| 6 | 6 septembre 2011 | Skopje, Macédoine du Nord   | Macédoine - Andorre | 1 - 0 | Qualifications pour l'Euro 2012 (Groupe B)            |

Bilan
- Total de matchs disputés : 6
- Victoires de l'équipe d'Andorre : 1
- Victoires de l'équipe de Macédoine du Nord : 4
- Matchs nuls : 1

### Malte
|   | Date              | Lieu                        | Match           | Score | Compétition                           |
| 1 | 8 février 2000    | Ħ'Attard, Malte             | Malte - Andorre | 1 - 1 | Match amical                          |
| 2 | 27 mars 2002      | Ħ'Attard, Malte             | Malte - Andorre | 1 - 1 | Match amical                          |
| 3 | 10 octobre 2020   | Andorre-la-Vieille, Andorre | Andorre - Malte | 0 - 0 | Ligue des nations 2020-2021 (Ligue D) |
| 4 | 14 novembre 2020  | Ħ'Attard, Malte             | Malte - Andorre | 3 - 1 | Ligue des nations 2020-2021 (Ligue D) |
| 5 | 10 septembre 2024 | Andorre-la-Vieille, Andorre | Andorre - Malte | 0 - 1 | Ligue des nations 2024-2025 (Ligue D) |
| 6 | 19 novembre 2024  | Ħ'Attard, Malte             | Malte - Andorre | 0 - 0 | Ligue des nations 2024-2025 (Ligue D) |

Bilan
- Total de matchs disputés : 6
- Victoires de l'équipe d'Andorre : 0
- Victoires de l'équipe de Malte : 2
- Matchs nuls : 4

### Moldavie
|    | Date             | Lieu                        | Match              | Score | Compétition                                |
| 1  | 9 février 2011   | Lagos, Portugal             | Andorre - Moldavie | 1 - 2 | Match amical                               |
| 2  | 14 août 2013     | Chișinău, Moldavie          | Moldavie - Andorre | 1 - 1 | Match amical                               |
| 3  | 5 mars 2014      | Andorre-la-Vieille, Andorre | Andorre - Moldavie | 0 - 3 | Match amical                               |
| 4  | 28 mars 2016     | Ta' Qali, Malte             | Andorre - Moldavie | 0 - 1 | Match amical                               |
| 5  | 8 juin 2019      | Chișinău, Moldavie          | Moldavie - Andorre | 1 - 0 | Qualifications pour l'Euro 2020 (Groupe H) |
| 6  | 11 octobre 2019  | Andorre-la-Vieille, Andorre | Andorre - Moldavie | 1 - 0 | Qualifications pour l'Euro 2020 (Groupe H) |
| 7  | 6 juin 2022      | Andorre-la-Vieille, Andorre | Andorre - Moldavie | 0 - 0 | Ligue des nations 2022-2023 (Ligue D)      |
| 8  | 14 juin 2022     | Chișinău, Moldavie          | Moldavie - Andorre | 2 - 1 | Ligue des nations 2022-2023 (Ligue D)      |
| 9  | 10 octobre 2024  | Chișinău, Moldavie          | Moldavie - Andorre | 2 - 0 | Ligue des nations 2024-2025 (Ligue D)      |
| 10 | 16 novembre 2024 | Andorre-la-Vieille, Andorre | Andorre - Moldavie | 0 - 1 | Ligue des nations 2024-2025 (Ligue D)      |

Bilan
- Total de matchs disputés : 10
- Victoires de l'équipe d'Andorre : 1
- Victoires de l'équipe de Moldavie : 7
- Matchs nuls : 2

## P

### Pays-Bas
|   | Date              | Lieu                        | Match              | Score | Compétition                                           |
| 1 | 24 mars 2001      | Barcelone, Espagne          | Andorre - Pays-Bas | 0 - 5 | Qualifications pour la Coupe du monde 2002 (Groupe 2) |
| 2 | 6 octobre 2001    | Arnhem, Pays-Bas            | Pays-Bas - Andorre | 4 - 0 | Qualifications pour la Coupe du monde 2002 (Groupe 2) |
| 3 | 17 novembre 2004  | Barcelone, Espagne          | Andorre - Pays-Bas | 0 - 3 | Qualifications pour la Coupe du monde 2006 (Groupe 1) |
| 4 | 7 septembre 2005  | Eindhoven, Pays-Bas         | Pays-Bas - Andorre | 4 - 0 | Qualifications pour la Coupe du monde 2006 (Groupe 1) |
| 5 | 12 octobre 2012   | Rotterdam, Pays-Bas         | Pays-Bas - Andorre | 3 - 0 | Qualifications pour la Coupe du monde 2014 (Groupe D) |
| 6 | 10 septembre 2013 | Andorre-la-Vieille, Andorre | Andorre - Pays-Bas | 0 - 2 | Qualifications pour la Coupe du monde 2014 (Groupe D) |

Bilan
- Total de matchs disputés : 6
- Victoires de l'équipe d'Andorre : 0
- Victoires de l'équipe des Pays-Bas : 6
- Matchs nuls : 0

### Pays de Galles
|   | Date             | Lieu                        | Match                    | Score | Compétition                                |
| 1 | 9 septembre 2014 | Andorre-la-Vieille, Andorre | Andorre - Pays de Galles | 1 - 2 | Qualifications pour l'Euro 2016 (Groupe B) |
| 2 | 13 octobre 2015  | Cardiff, Pays de Galles     | Pays de Galles - Andorre | 2 - 0 | Qualifications pour l'Euro 2016 (Groupe B) |

Bilan
- Total de matchs disputés : 2
- Victoires de l'équipe d'Andorre : 0
- Victoires de l'équipe du pays de Galles : 2
- Matchs nuls : 0

### Pologne
|   | Date             | Lieu                        | Match             | Score | Compétition                                           |
| 1 | 2 juin 2012      | Varsovie, Pologne           | Pologne - Andorre | 4 - 0 | Match amical                                          |
| 2 | 28 mars 2021     | Varsovie, Pologne           | Pologne - Andorre | 3 - 0 | Qualifications pour la Coupe du monde 2022 (Groupe I) |
| 3 | 12 novembre 2021 | Andorre-la-Vieille, Andorre | Andorre - Pologne | 1 - 4 | Qualifications pour la Coupe du monde 2022 (Groupe I) |

Bilan
- Total de matchs disputés : 3
- Victoires de l'équipe d'Andorre : 0
- Victoires de l'équipe de Pologne : 3
- Matchs nuls : 0

### Portugal
|   | Date               | Lieu                        | Match              | Score | Compétition                                           |
| 1 | 18 août 1999       | Oeiras, Portugal            | Portugal - Andorre | 4 - 0 | Match amical                                          |
| 2 | 28 février 2001    | Funchal, Portugal           | Portugal - Andorre | 3 - 0 | Qualifications pour la Coupe du monde 2002 (Groupe 2) |
| 3 | 1er septembre 2001 | Lleida, Espagne             | Andorre - Portugal | 1 - 7 | Qualifications pour la Coupe du monde 2002 (Groupe 2) |
| 4 | 7 octobre 2016     | Aveiro, Portugal            | Portugal - Andorre | 6 - 0 | Qualifications pour la Coupe du monde 2018 (Groupe B) |
| 5 | 7 octobre 2017     | Andorre-la-Vieille, Andorre | Andorre - Portugal | 0 - 2 | Qualifications pour la Coupe du monde 2018 (Groupe B) |
| 6 | 11 novembre 2020   | Lisbonne, Portugal          | Portugal - Andorre | 7 - 0 | Match amical                                          |

Bilan
- Total de matchs disputés : 6
- Victoires de l'équipe d'Andorre : 0
- Victoires de l'équipe du Portugal : 6
- Matchs nuls : 0

## Q

### Qatar
|   | Date         | Lieu                          | Match           | Score | Compétition  |
| 1 | 16 août 2017 | Burton upon Trent, Angleterre | Qatar - Andorre | 1 - 0 | Match amical |

Bilan
- Total de matchs disputés : 1
- Victoires de l'équipe d'Andorre : 0
- Victoires de l'équipe du Qatar : 1
- Matchs nuls : 0

## R

### Roumanie
|   | Date              | Lieu                        | Match              | Score | Compétition                                           |
| 1 | 8 septembre 2004  | Andorre-la-Vieille, Andorre | Andorre - Roumanie | 1 - 5 | Qualifications pour la Coupe du monde 2006 (Groupe 1) |
| 2 | 17 août 2005      | Constanța, Roumanie         | Roumanie - Andorre | 2 - 0 | Qualifications pour la Coupe du monde 2006 (Groupe 1) |
| 3 | 11 septembre 2012 | Bucarest, Roumanie          | Roumanie - Andorre | 4 - 0 | Qualifications pour la Coupe du monde 2014 (Groupe D) |
| 4 | 11 octobre 2013   | Andorre-la-Vieille, Andorre | Andorre - Roumanie | 0 - 4 | Qualifications pour la Coupe du monde 2014 (Groupe D) |
| 5 | 25 mars 2023      | Andorre-la-Vieille, Andorre | Andorre - Roumanie | 0 - 2 | Qualifications pour l'Euro 2024 (Groupe I)            |
| 6 | 15 octobre 2023   | Bucarest, Roumanie          | Roumanie - Andorre | 4 - 0 | Qualifications pour l'Euro 2024 (Groupe I)            |

Bilan
- Total de matchs disputés : 6
- Victoires de l'équipe d'Andorre : 0
- Victoires de l'équipe de Roumanie : 6
- Matchs nuls : 0

### Russie
|   | Date             | Lieu                        | Match            | Score | Compétition                                |
| 1 | 31 mars 1999     | Moscou, Russie              | Russie - Andorre | 6 - 1 | Qualifications pour l'Euro 2000 (Groupe 4) |
| 2 | 8 septembre 1999 | Andorre-la-Vieille, Andorre | Andorre - Russie | 1 - 2 | Qualifications pour l'Euro 2000 (Groupe 4) |
| 3 | 2 juin 2007      | Saint-Pétersbourg, Russie   | Russie - Andorre | 4 - 0 | Qualifications pour l'Euro 2008 (Groupe E) |
| 4 | 21 novembre 2007 | Andorre-la-Vieille, Andorre | Andorre - Russie | 0 - 1 | Qualifications pour l'Euro 2008 (Groupe E) |
| 5 | 3 septembre 2010 | Andorre-la-Vieille, Andorre | Andorre - Russie | 0 - 2 | Qualifications pour l'Euro 2012 (Groupe B) |
| 6 | 11 octobre 2011  | Moscou, Russie              | Russie - Andorre | 6 - 0 | Qualifications pour l'Euro 2012 (Groupe B) |

Bilan
- Total de matchs disputés : 6
- Victoires de l'équipe d'Andorre : 0
- Victoires de l'équipe de Russie : 6
- Matchs nuls : 0

## S

### Saint-Christophe-et-Niévès
|   | Date             | Lieu                        | Match                                | Score | Compétition  |
| 1 | 12 novembre 2015 | Andorre-la-Vieille, Andorre | Andorre - Saint-Christophe-et-Niévès | 0 - 1 | Match amical |
| 2 | 25 mars 2022     | Andorre-la-Vieille, Andorre | Andorre - Saint-Christophe-et-Niévès | 1 - 0 | Match amical |

Bilan
- Total de matchs disputés : 2
- Victoires de l'équipe d'Andorre : 1
- Victoires de l'équipe de Saint-Christophe-et-Niévès : 1
- Matchs nuls : 0

### Saint-Marin
|   | Date             | Lieu                        | Match                 | Score | Compétition                                           |
| 1 | 22 février 2017  | Serravalle, Saint-Marin     | Saint-Marin - Andorre | 0 - 2 | Match amical                                          |
| 2 | 2 septembre 2021 | Andorre-la-Vieille, Andorre | Andorre - Saint-Marin | 2 - 0 | Qualifications pour la Coupe du monde 2022 (Groupe I) |
| 3 | 12 octobre 2021  | Serravalle, Saint-Marin     | Saint-Marin - Andorre | 0 - 3 | Qualifications pour la Coupe du monde 2022 (Groupe I) |
| 4 | 13 octobre 2024  | Andorre-la-Vieille, Andorre | Andorre - Saint-Marin | 2 - 0 | Match amical                                          |

Bilan
- Total de matchs disputés : 4
- Victoires de l'équipe d'Andorre : 0
- Victoires de l'équipe de Saint-Marin : 4
- Matchs nuls : 0

### Serbie
|   | Date            | Lieu                        | Match            | Score | Compétition                                           |
| 1 | 10 juin 2025    | Leskovac, Serbie            | Serbie - Andorre | 3 - 0 | Qualifications pour la Coupe du monde 2026 (Groupe K) |
| 2 | 14 octobre 2025 | Andorre-la-Vieille, Andorre | Andorre - Serbie | -     | Qualifications pour la Coupe du monde 2026 (Groupe K) |

Bilan
- Total de matchs disputés : 1
- Victoires de l'équipe d'Andorre : 0
- Victoires de l'équipe de Serbie : 1
- Matchs nuls : 0

### Slovaquie
|   | Date         | Lieu                        | Match               | Score | Compétition                                |
| 1 | 26 mars 2011 | Andorre-la-Vieille, Andorre | Andorre - Slovaquie | 0 - 1 | Qualifications pour l'Euro 2012 (Groupe B) |
| 2 | 4 juin 2011  | Bratislava, Slovaquie       | Slovaquie - Andorre | 1 - 0 | Qualifications pour l'Euro 2012 (Groupe B) |

Bilan
- Total de matchs disputés : 0
- Victoires de l'équipe d'Andorre : 0
- Victoires de l'équipe de Slovaquie : 2
- Matchs nuls : 0

### Suisse
|   | Date              | Lieu                        | Match            | Score | Compétition                                           |
| 1 | 10 octobre 2016   | Andorre-la-Vieille, Andorre | Andorre - Suisse | 1 - 2 | Qualifications pour la Coupe du monde 2018 (Groupe B) |
| 2 | 31 août 2017      | Saint-Gall, Suisse          | Suisse - Andorre | 3 - 0 | Qualifications pour la Coupe du monde 2018 (Groupe B) |
| 3 | 16 juin 2023      | Andorre-la-Vieille, Andorre | Andorre - Suisse | 1 - 2 | Qualifications pour l'Euro 2024 (Groupe I)            |
| 4 | 12 septembre 2023 | Sion, Suisse                | Suisse - Andorre | 3 - 0 | Qualifications pour l'Euro 2024 (Groupe I)            |

Bilan
- Total de matchs disputés : 4
- Victoires de l'équipe d'Andorre : 0
- Victoires de l'équipe de Suisse : 4
- Matchs nuls : 0

## T

### Tchéquie
|   | Date         | Lieu                        | Match              | Score | Compétition                                           |
| 1 | 30 mars 2005 | Andorre-la-Vieille, Andorre | Andorre - Tchéquie | 0 - 4 | Qualifications pour la Coupe du monde 2006 (Groupe 1) |
| 2 | 4 juin 2005  | Liberec, Tchéquie           | Tchéquie - Andorre | 8 - 1 | Qualifications pour la Coupe du monde 2006 (Groupe 1) |

Bilan
- Total de matchs disputés : 2
- Victoires de l'équipe d'Andorre : 0
- Victoires de l'équipe de Tchéquie : 2
- Matchs nuls : 0

### Turquie
|   | Date             | Lieu                        | Match             | Score | Compétition                                           |
| 1 | 22 mars 2013     | Andorre-la-Vieille, Andorre | Andorre - Turquie | 0 - 2 | Qualifications pour la Coupe du monde 2014 (Groupe D) |
| 2 | 6 septembre 2013 | Kayseri, Turquie            | Turquie - Andorre | 5 - 0 | Qualifications pour la Coupe du monde 2014 (Groupe D) |
| 3 | 7 septembre 2019 | Istanbul, Turquie           | Turquie - Andorre | 1 - 0 | Qualifications pour l'Euro 2020 (Groupe H)            |
| 4 | 17 novembre 2019 | Andorre-la-Vieille, Andorre | Andorre - Turquie | 0 - 2 | Qualifications pour l'Euro 2020 (Groupe H)            |

Bilan
- Total de matchs disputés : 4
- Victoires de l'équipe d'Andorre : 0
- Victoires de l'équipe de Turquie : 4
- Matchs nuls : 0

## U

### Ukraine
|   | Date             | Lieu                        | Match             | Score | Compétition                                           |
| 1 | 10 octobre 1998  | Andorre-la-Vieille, Andorre | Andorre - Ukraine | 0 - 2 | Qualifications pour l'Euro 2000 (Groupe 4)            |
| 2 | 5 juin 1999      | Kiev, Ukraine               | Ukraine - Andorre | 4 - 0 | Qualifications pour l'Euro 2000 (Groupe 4)            |
| 3 | 5 septembre 2009 | Kiev, Ukraine               | Ukraine - Andorre | 5 - 0 | Qualifications pour la Coupe du monde 2010 (Groupe 6) |
| 4 | 14 octobre 2009  | Andorre-la-Vieille, Andorre | Andorre - Ukraine | 0 - 6 | Qualifications pour la Coupe du monde 2010 (Groupe 6) |

Bilan
- Total de matchs disputés : 4
- Victoires de l'équipe d'Andorre : 0
- Victoires de l'équipe d'Ukraine : 4
- Matchs nuls : 0